# Brooklyn White
 'Brooklyn White' es un cultivar de higuera de tipo higo común Ficus carica bífera, de higos de piel verde claro amarillenta dorada. En América del Norte son capaces de ser cultivadas en USDA Hardiness Zones 7 a 10.

## Sinonimia
- „Naples White“,[4][5]

## Historia
Según Annie Hauck-Lawson, una autoridad en la cultura e historia gastronómica de la ciudad de Nueva York, debido a que Brooklyn tuvo una gran afluencia de inmigrantes italianos desde principios del siglo XX hasta la Segunda Guerra Mundial. Llegaron a América con esquejes de diferentes variedades de higueras de sus zonas de origen.
En Carroll Gardens, Biagio DiDio, plantó una higuera en 1940 en homenaje a sus raíces sicilianas. El árbol, ahora cuidado por el Sr. DiDio (nieto del anterior), es una parte atesorada de su tradición familiar.
Biagio estaba tan interesado en los higos que una vez que comenzaban a madurar, se sentaba en el patio trasero con una lata llena de piedras. Cuando los pájaros se acercaban al árbol, sacudía la lata para asustarlos. También envolvió el tronco del árbol y cubrió sus raíces cada invierno. "Mi abuelo solía decir que el árbol no sabe que está en Brooklyn", dijo DiDio. "Piensa que está en Sicilia, así que lo cubrió en el invierno para que la nieve no lo delatara". Envolver las higueras sigue siendo una tarea invernal para muchos jardineros de la ciudad. Pero puede no ser necesario a menos que la planta esté muy expuesta, según Caleb Leech, curador del jardín de hierbas del Jardín Botánico de Brooklyn.

## Características
Las higueras 'Brooklyn White' son cultivar de tipo higo común Ficus carica bífera, productivo y robusto, se pueden cultivar en USDA Hardiness Zones 7 a más cálida húmeda. Puede madurar fruta después de volver al aire libre tras un duro invierno, un rasgo inusual para un higo de piel clara. 'Brooklyn White' tiene un sabor glaseado de fresa. Una gran higo ligero.
'Brooklyn White' se encuentra dentro del grupo de higos de miel se pueden encontrar en el espectro de sabor a higo entre los higos de miel de piel amarilla y los higos de pieles verdes. Las pieles de los higos de miel tienden a ser verdosas o amarillentas con pulpa de color rojo claro y translúcida, más oscuras que las de color rosa, más claras que las bayas rojas, en parte miel y parcialmente en forma de bayas. Ocasionalmente, la pulpa puede tener un color dorado o rojo oscuro. Principalmente, la pulpa es de color rojo claro. Al probarlos saben más a jugo que a mermelada, estos higos tienen sabores a bayas frescas y ligeras en comparación con los intensos sabores a bayas de los higos de piel verde. 'Brooklyn White' es la reina de los higos de miel para los cultivadores de temporada corta.
Higo de tamaño grande y brillante, con una piel hermosa de color amarillo dorado y una fruta relativamente grande, 'Brooklyn White' puede producir una cosecha de brevas sabrosas, así como 'Violette de Bordeaux'. Las brevas de 'Brooklyn White' pueden comenzar a madurar dos o tres semanas después de las brevas de Violette, que es aproximadamente una semana o dos antes de que 'Improve Celeste' y 'Ronde de Bordeaux comiencen a madurar sus cosechas principales de higos más abundantes.
Al igual que con Violette, la cosecha principal de higos de 'Brooklyn White' puede comenzar a madurar unas tres semanas después de que comiencen los cultivos principales en los cultivares más antiguos. El cultivar 'Brooklyn White' se remonta a la ciudad de Nueva York, donde fue plantado por inmigrantes. Cada una de estas variedades puede madurar higos de manera intermitente o en olas hasta que se congele.
'Brooklyn White' tiene un gran sabor a miel dulce de fresa. Grande y brillante, 'Brooklyn White' puede ser el higo más llamativo e inusual para producir bien en el norte.
Esta variedad es autofértil y no necesita otras higueras para ser polinizada. El higo tiene un ostiolo que está bloqueado con resina por lo que es bastante resistente a la putrefacción, ya que evita el deterioro durante condiciones climáticas adversas.

## Cultivo
Se cultiva sobre todo en huertas y jardines privados de estados del centro y norte de Estados Unidos, en zonas de inviernos fríos normalmente en grandes macetas que se ponen a resguardo cuando comienzan las heladas.
'Brooklyn White' son higueras productoras de higos que dan lugar a excelente higos para todo uso, tanto para mermeladas, higos secos y consumo en fresco.